# EA SPORTS FC 시리즈
EA SPORTS FC 시리즈는 FIFA 시리즈의 출시 예정작이다.
FIFA(국제축구연맹)와 협상 결과에 따라 2023년 말에 작명이 변경되어 FIFA 24 대신 EA SPORTS FC 라는 이름이 되었다.

## 출시 전 정보
아직 정확한 정보가 나오지 않았다.